# 云浮支线
云浮支线是广茂铁路上的一条地方支线铁路，自云浮市腰古镇出岔，至云城区大降坪止，沿线设车站5座，全长54公里。线路从1977年动工兴建，于1987年5月30日建成通车，1991年7月投入运营，将对促进广东省西部的经济开发发挥积极作用。